# BMW M52

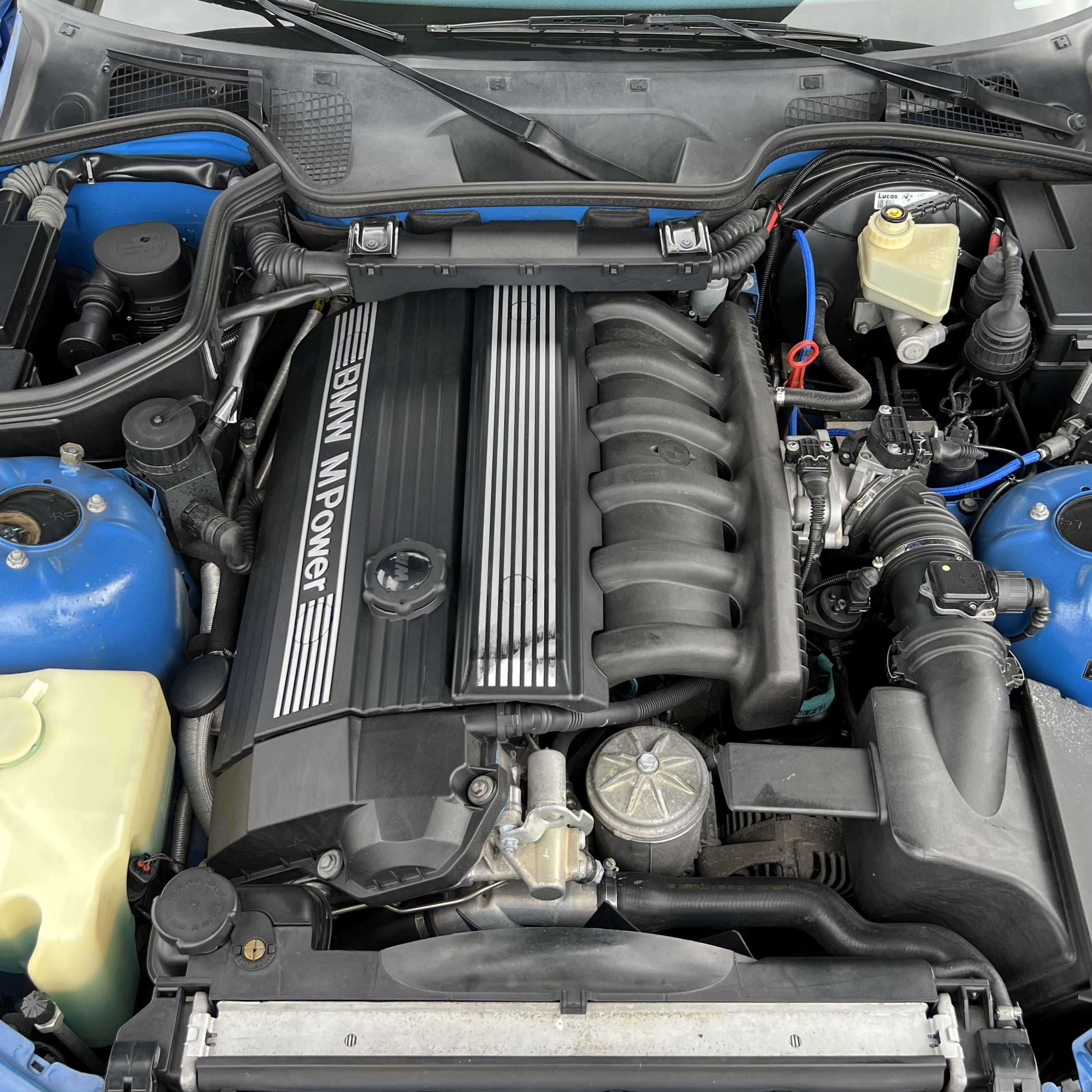
BMW S52

BMW M52 — бензиновый двигатель внутреннего сгорания немецкого автоконцерна BMW. Производился с 1994 по 2000 год. Впервые был представлен на BMW E36.
Зазор и диаметр цилиндра, система регулировки VANOS, крышки подшипников коленчатого вала и снижение вибрации были заимствованы у M50TU. На 2,0— и 2,5—литровых двигателях распределительные валы также были заимствованы у предшественника.

## Технические характеристики
| Двигатель | Объём    | Мощность                            | Крутящий момент         | Годы производства |
| --------- | -------- | ----------------------------------- | ----------------------- | ----------------- |
| M52B20    | 1991 см3 | 110 кВт (150 л. с.) при 5900 об/мин | 190 Н*м при 4200 об/мин | 1994—1998         |
| M52TUB20  | 1991 см3 | 110 кВт (150 л. с.) при 5900 об/мин | 190 Н*м при 3500 об/мин | 1998—2000         |
| M52TUB24  | 2394 см3 | 135 кВт (184 л. с.) при 5800 об/мин | 240 Н*м при 3600 об/мин | 1998—2000         |
| M52B25    | 2494 см3 | 125 кВт (170 л. с.) при 5500 об/мин | 245 Н*м при 3950 об/мин | 1995—1998         |
| M52TUB25  | 2494 см3 | 125 кВт (170 л. с.) при 5500 об/мин | 245 Н*м при 3500 об/мин | 1998—2000         |
| M52B28    | 2793 см3 | 142 кВт (193 л. с.) при 5300 об/мин | 280 Н*м при 3950 об/мин | 1995—1998         |
| M52TUB28  | 2793 см3 | 142 кВт (193 л. с.) при 5500 об/мин | 280 Н*м при 3500 об/мин | 1998—2000         |
| S52B32    | 3152 см3 | 179 кВт (243 л. с.) при 6000 об/мин | 325 Н*м при 3800 об/мин | 1996—2000         |

## BMW S52
| Количество цилиндров | 6                       |
| Диаметр цилиндра     | 86,4 мм                 |
| Ход поршня           | 89,6 мм                 |
| Объём                | 3152 см3                |
| Степень сжатия       | 10,5:1                  |
| Мощность             | 176 кВт при 6000 об/мин |
| Разгон               | 6800 об/мин             |
| Крутящий момент      | 320 Н*м при 3800 об/мин |